# Бомбај Бич (Калифорнија)
Бомбај Бич (енгл. Bombay Beach) насељено је место без административног статуса у америчкој савезној држави Калифорнија.

## Демографија
По попису из 2010. године број становника је 295, што је 71 (-19,4%) становника мање него 2000. године.
| Група             | 2000.       | 2010.       |
| Белци             | 214 (58,5%) | 196 (66,4%) |
| Афроамериканци    | 68 (18,6%)  | 37 (12,5%)  |
| Азијати           | 1 (0,3%)    | 1 (0,3%)    |
| Хиспаноамериканци | 68 (18,6%)  | 59 (20,0%)  |
| Укупно            | 366         | 295         |